# Catherine Tizard
Dame Catherine Anne Tizard, nata Catherine Anne Maclean (Auckland, 4 aprile 1931 – Auckland, 31 ottobre 2021), è stata una politica e attivista neozelandese.

## Biografia
Era la figlia di una coppia di emigrati scozzesi, Niel e Helen Maclean. Crebbe a Waharoa, vicino a Matamata. Suo padre era un operaio di una fabbrica locale. Frequentò il Matamata College, dove vinse una borsa di studio nel 1948. Nel 1949 si iscrisse alla facoltà di zoologia dell'Auckland University.
Mentre era all'università, Catherine incontrò Bob Tizard, allora presidente dell’Associazione Studentesca dell’Università di Auckland . Al loro secondo appuntamento, Bob disse a Catherine che stava "entrando in politica e che l'avrebbe sposata".
La coppia si trasferì ad Avondale ed ebbe quattro figli, Anne, Linda, Judith e Nigel. Si trasferirono nel 1957 a Glendowie, nell'elettorato di Tamaki.
Bob corse e vinse il posto di Pakuranga alle elezioni generali nel 1963. Catherine ritornò poi all'università per completare la sua laurea in zoologia, e più tardi iniziò a insegnare all'Università di Auckland.

### Sindaco di Auckland
Decise di candidarsi a sindaco di Auckland alle elezioni locali del 1983, che vinse sconfiggendo Colin Kay. Fu la prima donna a servire come sindaco di Auckland, nel 1984, e venne nominata Dama. Più tardi nel 1984 ci fu una grande rivolta in Queen Street.
Durante il suo mandato come sindaco fu sviluppato il Centro Aotea vicino a Aotea Square. Catherine venne rieletta nel 1986, e ancora una volta nel 1989 in seguito a una grande fusione di autorità locali. Nel 1990 Auckland ospitò i Giochi del Commonwealth, un evento che Catherine aveva lavorato per assicurarsi Auckland.

### Governatore Generale
Nel 1989, fu nominata dalla Regina Elisabetta II, Regina della Nuova Zelanda come prima governatrice generale della nazione su consiglio del primo ministro Geoffrey Palmer, insediandosi il 13 dicembre 1990; ciò comportò un'elezione suppletiva per la carica di sindaco di. Accettò, a condizione che la Regina fosse informata prima del suo tour reale nel febbraio 1990 e che il capo dell'opposizione fosse informato.
Era la terza donna governatrice generale del Commonwealth (dopo Dame Minita Gordon del Belize nel 1981 e Jeanne Sauvé in Canada nel 1984). Nel 1993, nel centenario del suffragio femminile, ricevette la medaglia del centenario della Suffraga della Nuova Zelanda.
Durante il suo incarico, abbandonò la pratica di inchinarsi al governatore generale, dichiarando: "Nessun neozelandese dovrebbe inchinarsi a un altro".

### Pensionamento
Nel dicembre 2004, Catherine divenne un membro della NZ Flag.com Trust, sostenendo un referendum a proposito di un eventuale cambio della bandiera della Nuova Zelanda.
Nel 2007, Catherine sostenne la campagna dell'ex sindaco di Auckland, Dick Hubbard. Il 9 ottobre 2007 fu nominata colonnello onorario colonnello del 3º reggimento Northland, un ruolo largamente cerimoniale.
Nel dicembre 2012, fu protagonista di una campagna online sul sostegno del matrimonio gay, insieme a Anika Moa, Boh Runga, Hollie Smith e Danyon Loader.
È morta nel 2021 dopo una lunga malattia.